# ماجدة خير الله
ماجدة خير الله هي كاتب سيناريو وناقدة مصرية. 

## حياتها
درست في كلية العلوم، ثم التحقت بالمعهد العالي للسينما، بدأت حياتها العملية كصحفية وناقدة سينمائية ثم استكملت مشوارها الفني بالتأليف السينمائي والتلفزيوني. أشتهرت لتأليفها فيلم العفاريت (1990).

## أعمالها

### الأفلام
- 1985:الجوهرة
- 1987:غابة من الرجال
- 1987:امرأتان ورجل
- 1987:المليونيرة الحافية
- 1987:الخاتم
- 1989:العجوز والبلطجي
- 1990:شوادر
- 1990:العفاريت
- 1990:أحلام المعلمة طماطم
- 1991:زوجة محرمة
- 1991:المزاج
- 1991:القاتلة
- 1992:زوجتي والذئب
- 1992:الستات
- 1990:الصديقان
- 1996:إنذار بالقتل
- 1996:الغجر
- 1997:ناقص واحد
- 1998:اعترافات ليلية (سهرة تليفزيونية)
- 2001:أحلام الكمنجاتي (سهرة تليفزيونية)
- 2002:حالة وهيبة حرجة (سهرة تليفزيونية)
- 2003:أول مرة تحب يا قلبي

### مسلسلات
- 1986:اسم العائلة
- 1993:عصر الفرسان
- 1994:ان فاتك الميري
- 1995:صباح الورد
- 1996:قلوب حائرة
- 1997:الشارع الجديد
- 1998:سنوات الشقاء والحب
- 2000:وجه القمر
- 2003:شمس يوم جديد
- 2004:الجانب الآخر من الشاطىء
- 2007:صوت من الماضي
- 2007:ساعة عصاري
- 2012:ورد و شوك

## وصلات خارجية
- ماجدة خير الله على موقع IMDb (الإنجليزية)
- ماجدة خير الله على موقع قاعدة بيانات الأفلام العربية
- ماجدة خير الله على موقع قاعدة بيانات الفيلم (الإنجليزية)